# 小行星6478
小行星6478（6478 Gault，臨時編號1988 JC1）是一颗绕太阳运转的小行星，为主小行星带小行星。该小行星于1988年5月12日发现。  天文學家捕捉到6478號小行星 Gault突然出現彗尾特徵

## 轨道参数
小行星6478的轨道半长轴为2.3059752 UA，离心率为0.194。